# Camello (color)
Camello  o camel es un color pardo semisaturado cuyo nombre y tonalidad hacen referencia al pelaje de los camellos (Camelus).
El color tiene aplicaciones en la moda.
El primer uso registrado de camel como un nombre de color en idioma inglés fue en 1916.